# Gabriël Metdepenninghen
Gabriel Theophilus (Gabriël) Metdepenninghen (Gent, 3 november 1877 – Watermaal-Bosvoorde, 20 april 1957) was een Belgisch componist, muziekcriticus en muziekpedagoog.
Hij was zoon van kunstschilder Felix Josephus Metdepenninghen en Emma Fortuna Angelina Marchand. Hijzelf was getrouwd met Jeanne Branquart en Alice Julienne Van Mol.
Hij kreeg zijn muziekopleiding aan het Koninklijk Conservatorium Gent en haalde er eerste prijzen in piano (1894 bij Oscar Roels), notenleer (1895, bij Max Heyndericks, Edouard Potjes), kamermuziek (1897, Gustave Beijer) en harmonieleer (1898, Paul Lebrun). Ook behaalde hij een eerste accessit in fuga (1899, Émile Mathieu) alsmede een graad in orgel (1897, Adolf D'Hulst en Jozef Tilborghs). Daarna werd hij aan genoemd instituut pianoleraar, een functie die hij tot 1943 aanhield. Tegelijkertijd was hij enige tijd verbonden aan de muziekacademie van Geraardsbergen en was hij muziekrecensent bij dagbladen en tijdschriften (La Flandre liberale) tot in het buitenland aan toe (Parijs: L’Art musical).
Als componist schreef hij voornamelijk pianomuziek, cantates, kamermuziek en koorwerken. Apart te noemen zijn:
- L’homme et la mort (symfonisch gedicht)
- Andante symphonique
- Suite dans le style ancient
- Page d’album (pianosolo)
- Sonatine in G (1938, piano), dat opusnummer 61 draagt
- Callirhoé (cantate)
- Moïse sur le Nil (cantate)
- St-Louis de Montfort (cantate)

Van zijn hand verscheen voorts de pianomethode Les premières bases de l’étude du piano.